# 愛しのグランマ
『愛しのグランマ』（いとしのグランマ、原題:Grandma）は、2015年にアメリカ合衆国で公開されたコメディ映画である。監督・脚本はポール・ワイツ、主演はリリー・トムリンが務めた。
なお、日本では劇場未公開となったが、2016年3月2日にソニー・ピクチャーズエンタテインメントからDVDが発売されている。

## あらすじ
本作の主人公エル・リードはレズビアンの詩人で、つい最近、長年連れ添ってきたパートナーと死別した。その悲しみはまだ癒えていない。新しい人生の一歩を踏み出そうとして年下のオリヴィアと付き合ってはみたが、4か月で別れることになった。そんな彼女の下に、18歳の孫セージがやって来て、中絶にかかる630ドルを工面してほしいとせがんだ。セージの母親は高圧的な性格で、セージのクレジットカードを取り上げてしまったのだという。エルは何とかして孫の苦境を救ってやりたいと思ったが、手元にお金はなかった。途方に暮れた2人ではあったが、とりあえず行動を起こすことにした。
手始めに、2人はセージのおなかにいる赤ちゃんの父親に会うことにした。ところが、その男も中絶費用を工面できるほどの収入があるわけではなかった。次に、エルの元夫、カールに会いに行った。エルはカールと長らく連絡を取っていなかったので、取り合ってもらえるか不安だった。しかし、エルがカールに借金を申し込むと、カールは「エルがキスしてくれれば金を出そうじゃないか。」と言うので、エルはその通りにした。2人の旅の目的はこれで果たされるかと思ったがそううまくいくはずはなかった。

## キャスト
※（）は日本語吹替声優。
- リリー・トムリン - エル・リード（一城みゆ希）
- ジュリア・ガーナー - セージ（内田真礼）
- マーシャ・ゲイ・ハーデン - ジュディ（斎藤恵理）
- ジュディ・グリア - オリヴィア（魏涼子）
- ラヴァーン・コックス - デシー
- エリザベス・ペーニャ - カーラ
- ジュディ・ギーソン - フランチェスカ
- ナット・ウルフ - カム（八代拓）
- ジョン・チョー - チャウ
- サム・エリオット - カール（有本欽隆）
- ミッシー・ドーティ - ママ

## 製作
ワイツは本作のアイデアをずっとあたためてきたが、それを具体的な形に落とし込むことができずにいた。ところが、2013年に監督した映画『アドミッション -親たちの入学試験-』の撮影現場でリリー・トムリンの演技を見ているうちに、一気にアイデアが煮詰まったのだという。
本作の撮影は2014年4月にロサンゼルスで19日かけて行われた
。

## マーケティング・公開
本作は2015年1月に開催された第31回サンダンス映画祭の閉幕上映作品に選出された。サンダンス映画祭で上映された直後、ソニー・ピクチャーズ クラシックスが本作の北米配給権を買い付けた。

## 評価
本作は批評家から称賛されたが、特にリリー・トムリンとサム・エリオットの演技に賛辞が集中した。映画批評集積サイトのRotten Tomatoesには127件のレビューがあり、批評家支持率は92%、平均点は10点満点で7.5点となっている。サイト側による批評家の意見の要約は「リリー・トムリンの素晴らしい演技とポール・ワイツの力強く、かつ観客が感情移入しやすい演出が実にいい。『愛しのグランマ』は観客が自発的に見たくなるような映画だ。」となっている。また、Metacriticには34件のレビューがあり、加重平均値は77/100となっている 。
『バラエティ』のスコット・フォンダスは本作を「母親、娘、中絶を題材にした小気味よいコメディ映画だ。観客の心にじわじわと訴えかける迫力もある。」と評している。『ガーディアン』のブライアン・モイランは本作に5つ星評価で3つ星半を与え、「『愛しのグランマ』の最も素晴らしい点は多様な人種の俳優が出演しているだけではなく、ベクデル・テストも突破できるほどのジェンダー多様性があることである。私がここ最近に見た映画の中で最も素晴らしい作品だ。」と述べている。『カミングスーン』のエドワード・ダグラスは本作を「ユーモアとドラマ性を見事にミックスしている。この映画を見ると、なぜリリー・トムリンが映画に引っ張りだこではないのか不思議に思えてくる。」と述べている。

### 受賞
| 年   | 映画賞                     | 賞                                        | 対象             | 結果       |
| ---- | -------------------------- | ----------------------------------------- | ---------------- | ---------- |
| 2016 | 第73回ゴールデングローブ賞 | 主演女優賞（ミュージカル / コメディ部門） | リリー・トムリン | ノミネート |

## 余談
本作でエル・リードが運転する1955年製のドッジ・ロイヤルはリリー・トムリンが所有するものである。